# Dyeus
Dyeus és el nom de l'antic déu reconstruït de la mitologia indoeuropea. No queden restes directes del seu culte, però la seva existència i característiques s'ha pogut establir per la relació etimològica i funcional entre els diferents déus que s'ha trobat en les llengües indoeuropees. Se sap que era un déu molt important en el panteó perquè va sobreviure en diferents formes en totes les cultures indoeuropees antigues. Per comparació es pot deduir que era un déu suprem del cel, casat i patriarca del conjunt dels déus.
Els déus més tardans que s'han pogut relacionar amb Dyeus són:
- Grecs: Zeus,
- Romans: Júpiter (nom que prové de Deus Pater déu Pare),
- Vedisme Dyaus Pita,
- Germànic Tiwaz (més tard conegut amb el nom més popular de Týr),
- Bàltics Dievas,
- Eslaus Div,
- Gals Dis Pater (déu pare)
- i probablement el frigi Sabazios.
- A més, a més, d'ell ve el nom de deus que es fa servir en la litúrgia catòlica per referir-se a Déu i també en català per a qualsevol deïtat.[2]

En les mitologies grega i romana va seguir mantenint un estatus superior mentre que en la vèdica i germànica el va perdre en favor d'altres déus. En el cas germànic va seguir sent el déu suprem d'un panteó (els vanir) però secundari. Mircea Eliade diu que en les noves religions indoeuropees, sorgides dels mites més antics, Dyeus es va anar convertint en un déu fecunditzador i en un déu del tro i de la tempesta, antecessor d'altres déus que tenien també facultats meteorològiques.